# WASP-49
Désignations
WASP-49 est un système situé dans la constellation du Lièvre, constitué d'une étoile de type solaire et d'une planète de type Jupiter chaud. Il est distant d'environ ∼ 638 a.l. (∼ 196 pc) de la Terre et il s'en éloigne à une vitesse radiale héliocentrique de +41 km/s.

## L'étoile
L'étoile est de type spectral G6V ; il s'agit donc d'une naine jaune.

## La planèteWASP-49 b
WASP-49 b est une planète de type Jupiter chaud dont la découverte a été annoncée par Monika Lendl et ses collaborateurs en 2012.

### Atmosphère
Dans un article paru sur arXiv le 3 février 2017, Aurélien Wyttenbach et ses collaborateurs rapportent la détection de sodium atomique dans l'atmosphère de la planète grâce à des observations du transit de la planète avec le spectrographe HARPS dans le cadre du relevé HEARTS (Hot Exoplanet Atmospheres Resolved with Transit Spectroscopy).